# Scamorza
La scamorza est un fromage d'Italie du sud à pâte filée peu affiné et produite avec du lait entier pasteurisé. Elle peut être au lait de vache ou de bufflonne.
Dans les régions des Abruzzes, de la Basilicate, de la Campanie, de Molise et des Pouilles, elle bénéficie d'une appellation au titre des produits agroalimentaires traditionnels italiens.

## Caractéristiques et fabrication

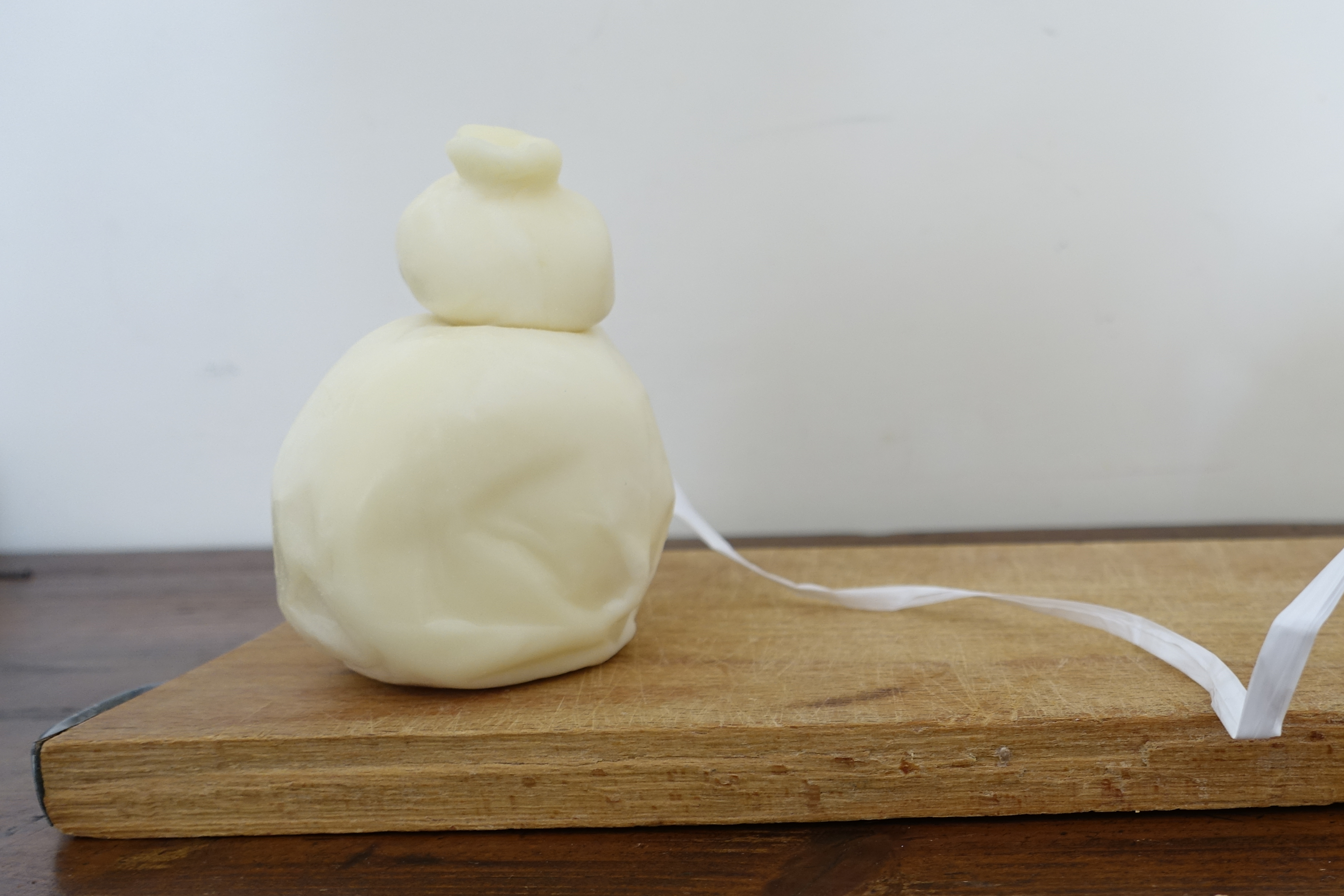
Scamorza blanche.

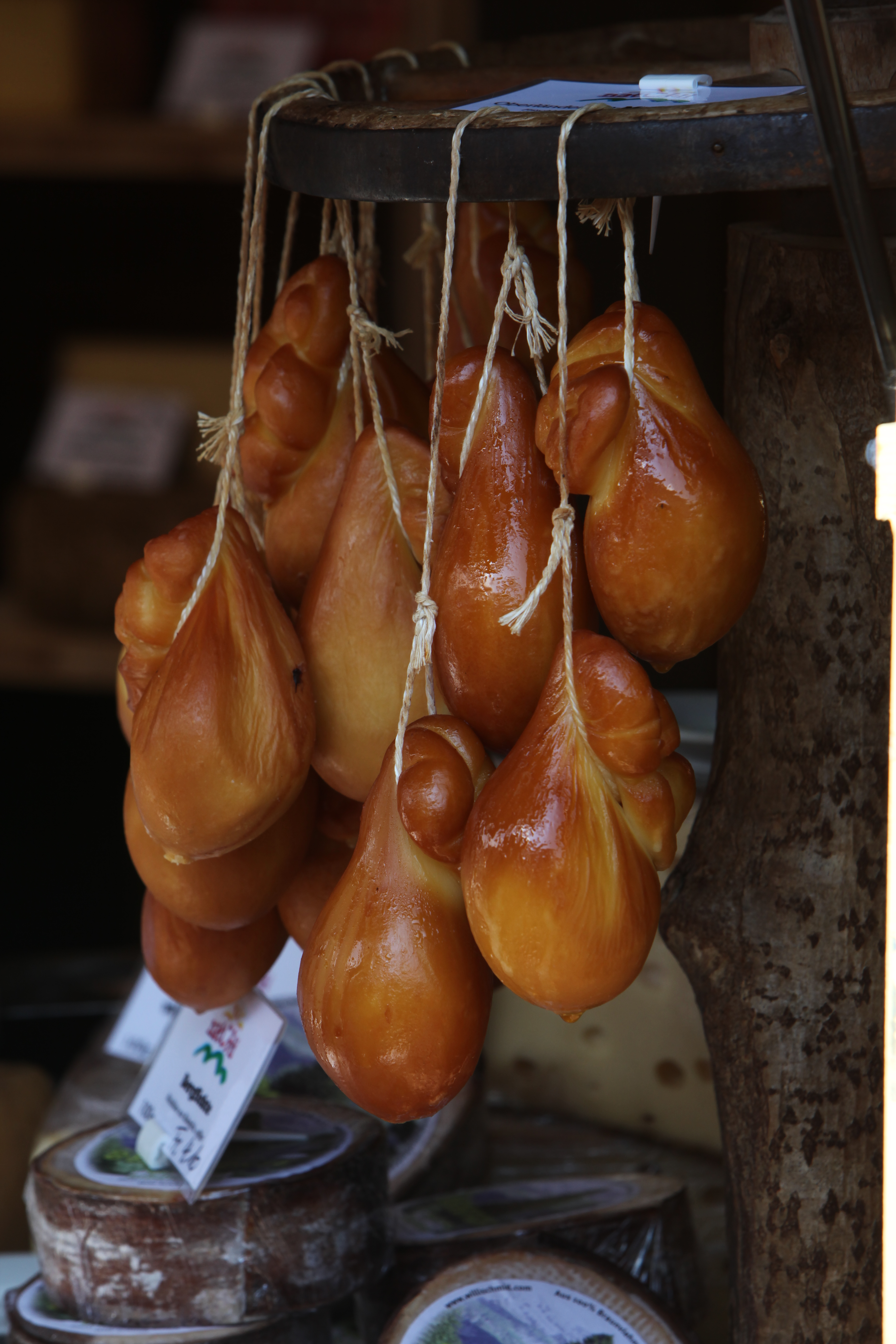
Scamorza fumées.

Produite avec du lait de vache ou de bufflonne (notamment en Campanie) et parfois même de brebis (dans les Pouilles), c'est un fromage à pâte filée, comme la mozzarella. Sa forme est ovoïdale resserrée par une corde (désormais remplacée par un ruban en plastique pour des raisons d'hygiène) d'où sa forme en deux parties.
La base, très souple, est formée dans l'eau chaude. Elle est ensuite refroidie dans l'eau froide, mise en saumure puis laissée sécher dans un endroit sec (généralement une cave). Elle peut être affinée d'une semaine à un mois. Il existe tant la version blanche plus douce avec la peau plus fine que la version fumée. Dans ce dernier cas, le fromage est fumé avec la fumée de bois ou de paille, ce qui lui donne une couleur dorée, un goût caractéristique mais qui reste subtil et qui, enfin, permet une meilleure conservation.
Une manière traditionnelle de consommer la scamorza est d'en faire cuire au gril des tranches d'environ 1 cm d'épaisseur.